# Heinz Heckhausen
Heinz Heckhausen (* 24. März 1926 in Barmen; † 30. Oktober 1988) war ein deutscher Psychologe und Hochschullehrer, der sich mit den Prozessen von Handlungsmotivation auseinandergesetzt hat.

## Leben
Heinz Heckhausen wurde als Sohn des Textilkaufmanns Max Heckhausen und dessen Frau geboren. Nach Wehrdienst, Kriegsgefangenschaft und kurzer Tätigkeit als Volksschullehrer studierte von 1947 bis 1954 als Stipendiat der Studienstiftung des deutschen Volkes Psychologie an der Universität Münster. Er wurde 1954 beim Gestaltpsychologen Wolfgang Metzger promoviert, mit einer Arbeit über die „Motivationsanalyse der Anspruchsniveausetzung“ in der wissenschaftlichen Tradition von Kurt Lewin. Von 1953 bis 1962 war er wissenschaftlicher Assistent Metzgers an der Universität Münster. Er habilitierte sich 1963 mit der Schrift „Hoffnung und Furcht in der Leistungsmotivation“. In Münster entstand unter seiner Leitung eine Beratungsstelle für Kinder und Jugendliche, die später von Oskar Graefe und Lilly Kemmler übergeben wurde.

## Leistungen
Heckhausen war von 1964 bis 1982 Professor für Psychologie an der Universität Bochum und Institutsleiter. Er gehörte zu den wenigen deutschen Motivationsforschern mit überregionalem und internationalem Bekanntheitsgrad. Er gehörte zu den Gründungsmitgliedern der „1. Tagung experimentell arbeitender Psychologen“ in Marburg.
Sein besonderes Interesse galt der Leistungsmotivation und deren Entwicklung im Kindesalter. Sein Erweitertes Kognitives Motivationsmodell war sowohl für die Grundlagenforschung als auch für die Anwendung in Schule und Arbeitswelt einflussreich. Er entwickelte auch Interventionsverfahren, um Motive gezielt zu verändern. In der letzten Phase seines Lebens wandte er sich, angeregt von Julius Kuhl, dem Thema Volition zu und erforschte, geleitet durch sein Rubikonmodell der Handlungsphasen, den Wechsel von Motivation zur Volition. Diese Arbeiten wurden nach seinem frühen Tod von seinem Schüler Peter Gollwitzer fortgeführt und mittlerweile von vielen Motivationsforschern aufgegriffen. Großen Einfluss auf Forschung und Lehre hat sein Buch „Motivation und Handeln“ (1980, 1989) ausgeübt, das seine Tochter Jutta Heckhausen (* 1957; Professorin an der Universität Irvine, Kalifornien, USA) unter Mitarbeit der früheren Mitarbeiter Heinz Heckhausens 2005 neu herausbrachte.
Heckhausen leitete ab 1982 das Max-Planck-Institut für Psychologische Forschung in München, an dessen Gründung er neben Franz Emanuel Weinert beteiligt war.

### Heckhausen-Formel
Die Heckhausen-Formel soll die Motivationsfaktoren darstellen:
Motl = (LM*E*Ae)+As+N+[bld+bZust+bAbh+bGelt+bStrafv]
Motl = Lernmotivierung
LM = Leistungsmotivation: Zielstrebiges Verhalten in Auseinandersetzung mit einem Gütemaßstab
E = Erreichbarkeitsgrad des in der Lernsituation gestellten Leistungszieles für den individuellen Schüler (erlebte Erfolgswahrscheinlichkeit in %)
Ae = Anreiz von Aufgaben
As = sachbereichsbezogener Anreiz
N = Neuigkeitsgehalt eines dargebotenen Lehrstoffes
bId = Bedürfnis nach Identifikation mit dem Erwachsenenvorbild
bZust = Bedürfnis nach Zustimmung, positivem Feedback
bAbh = Bedürfnis nach Abhängigkeit von Erwachsenen
bGelt = Bedürfnis nach Geltung und Anerkennung in den Augen des Lehrers und/oder der Mitschüler
bStrafv = Bedürfnis nach Strafvermeidung
Unter pädagogisch-didaktischer Perspektive war es das Verdienst Heckhausens darauf hinzuweisen, dass von Seiten der Lehrenden der Erreichbarkeitsgrad eines Zieles, der Anreiz der Aufgabe und der Neuigkeitsgehalt von Informationen die wichtigsten Faktoren sind.

### Funktionen
Von 1980 bis 1982 war Heckhausen Präsident der Deutschen Gesellschaft für Psychologie und von 1985 bis 1987 Vorsitzender des Deutschen Wissenschaftsrates. Darüber hinaus war er Herausgeber wichtiger Fachzeitschriften, langjähriger Gutachter der Deutschen Forschungsgemeinschaft, der Stiftung Volkswagenwerk und der Alexander-von-Humboldt-Stiftung.

### Auszeichnungen
- Fellow des Netherlands Institute for Advanced Study.
- 1981: Ehrendoktorwürde der Universität Oslo.
- 1988: Verleihung des Bundesverdienstkreuzes 1. Klasse.
- ordentliches Mitglied der Bayerischen Akademie der Wissenschaften.

### Heinz-Heckhausen-Jungwissenschaftlerpreis
Die Deutsche Gesellschaft für Psychologie verleiht seit 1982 alle zwei Jahre den Heinz-Heckhausen-Jungwissenschaftlerpreis.

## Schriften (Auswahl)
- 1967 The Anatomy of achievement motivation. Academic Press, New York.
- 1974 Motivationsforschung. Band 2. Leistung und Chancengleichheit. (Hrsg.) Göttingen: Verlag für Psychologie.
- 1980 Motivationsforschung. Band 9. Fähigkeit und Motivation in erwartungswidriger Schulleistung. (Hrsg.) Göttingen: Verlag für Psychologie.
- 1980 Motivation und Handeln. Lehrbuch der Motivationspsychologie. Springer, Berlin ISBN 3-540-09811-9 (weit. Auflagen 1985 bis 2018), 5., überarb. und erw. Aufl. von Jutta Heckhausen, Springer, Berlin & Heidelberg 2018 Hardcover ISBN 978-3-662-53926-2, eBook ISBN 978-3-662-53927-9.
- 1987 mit P. M. Gollwitzer & F. E. Weinert (Hrsg.): Jenseits des Rubikon. Der Wille in den Humanwissenschaften. Springer, Berlin ISBN 3-540-17373-0 oder ISBN 0-387-17373-0.
- Schriftenverzeichnis und Curriculum vitae von Heinz Heckhausen (PDF 1,7 MB).